# Attilio Bravi
Attilio Bravi (Bra, Piamonte, 9 de septiembre de 1936 - Bra, 27 de noviembre de 2013) fue un saltador de longitud italiano.

## Biografía
Attilio Bravi ganó ocho veces el campeonato italiano de salto de longitud (en 1952 y del 1954 al 1960) y una vez el de relevo 4 × 100 metros. También participó en la primera edición de la Universiada de Turín en 1959, donde ganó la medalla de oro en salto de longitud. El año siguiente participó en los Juegos Olímpicos de Roma 1960, obteniendo al décimo puesto con una marca de 7,47 m.
Una vez retirado del deporte, fue profesor de educación física, y también director del Comité Olímpico de la provincia de Cuneo hasta la supresión de los comités provinciales a finales de 2012.
Bravi falleció el 27 de noviembre de 2013, a los 77 años de edad, en su casa de Bra, Piamonte.

## Resultados
| Año  | Competición      | Lugar | Posición | Competición       | Marca   | Notas |
| ---- | ---------------- | ----- | -------- | ----------------- | ------- | ----- |
| 1959 | Universiada      | Turín | 1º       | Salto de longitud | 7.46 m  | [ 2 ] |
| 1960 | Juegos Olímpicos | Roma  | 10º      | Salto de longitud | 7.47 m* | [ 3 ] |

- En clasificación hizo una marca de 7,57m.